# Acroneuria evoluta
Acroneuria evoluta és una espècie d'insecte plecòpter pertanyent a la família dels pèrlids.

## Descripció
- Cap més ample que el protòrax i amb dues antenes llargues.
- Les ales de les femelles fan entre 35 i 37 mm de llargària (amb una envergadura alar de 60-64 mm), mentre que les de les mascles fan 25-28 i llur envergadura alar és de 42-48.
- Les mandíbules dels adults estan insuficientment desenvolupades.
- Els ocels formen gairebé un triangle equilàter i es troben més a prop entre si que dels ulls.
- Pronot quadrangular, més ample que llarg, el qual s'estreny cap enrere.
- L'abdomen presenta 10 segments i està cobert de pèls curts. A més, en la superfície ventral dels segments 9 i 10 hi ha dues àrees d'espines curtes.
- El penis s'estén des de l'extrem de l'abdomen.
- Els cercs tenen 19 segments.[3]

## Distribució geogràfica
Es troba als Estats Units: Alabama, Carolina del Nord, Arkansas, Florida, Geòrgia, Illinois, Indiana, Kansas, Louisiana, Missouri, Mississipi, Ohio, Oklahoma, Pennsilvània, Tennessee i Texas.